# Михайловська сільська рада (Бурлинський район)
Миха́йловська сільська рада (рос. Михайловский сельский совет) — сільське поселення у складі Бурлинського району Алтайського краю Росії.
Адміністративний центр — село Михайловка.

## Населення
Населення — 1214 осіб (2019; 1426 в 2010, 1612 у 2002).

## Склад
До складу сільської ради входять:
| Населений пункт  | Населення, осіб (2002) | Населення, осіб (2010) |
| ---------------- | ---------------------- | ---------------------- |
| Михайловка, село | 961                    | 903                    |
| Притика, село    | 333                    | 301                    |
| Цвітополь, село  | 318                    | 222                    |